# Greenbrier County
Greenbrier County ist ein County im Bundesstaat West Virginia der Vereinigten Staaten. Der Verwaltungssitz (County Seat) ist Lewisburg. Das U.S. Census Bureau hat bei der Volkszählung 2020 eine Einwohnerzahl von 32.977 ermittelt.

## Geographie
Das County liegt im Südosten von West Virginia, grenzt an Virginia und hat eine Fläche von 2653 Quadratkilometern, wovon acht Quadratkilometer Wasserfläche sind. Es grenzt im Uhrzeigersinn an folgende Countys: Webster County, Pocahontas County, Bath County (Virginia), Alleghany County (Virginia), Monroe County, Summers County, Fayatte County und Nicholas County.

## Geschichte
Greenbrier County wurde am 20. Oktober 1777 als Original-County aus freiem Territorium gebildet. Benannt wurde es nach dem Greenbrier River.

## Demografische Daten

Alterspyramide des Greenbrier County

Nach der Volkszählung im Jahr 2000 lebten im Greenbrier County 34.453 Menschen in 14.571 Haushalten und 9.922 Familien. Die Bevölkerungsdichte betrug 13 Einwohner pro Quadratkilometer. Ethnisch betrachtet setzte sich die Bevölkerung zusammen aus 95,23 Prozent Weißen, 3,04 Prozent Afroamerikanern, 0,34 Prozent amerikanischen Ureinwohnern, 0,19 Prozent Asiaten, 0,01 Prozent Bewohnern aus dem pazifischen Inselraum und 0,15 Prozent aus anderen ethnischen Gruppen; 1,04 Prozent stammten von zwei oder mehr Ethnien ab. 0,68 Prozent der Bevölkerung waren spanischer oder lateinamerikanischer Abstammung.
Von den 14.571 Haushalten hatten 27,6 Prozent Kinder und Jugendliche unter 18 Jahre, die bei ihnen lebten. 54,2 Prozent waren verheiratete, zusammenlebende Paare, 10,7 Prozent waren allein erziehende Mütter, 31,9 Prozent waren keine Familien, 28,6 Prozent waren Singlehaushalte und in 13,4 Prozent lebten Menschen im Alter von 65 Jahren oder darüber. Die Durchschnittshaushaltsgröße betrug 2,32 und die durchschnittliche Familiengröße lag bei 2,83 Personen.
Auf das gesamte County bezogen setzte sich die Bevölkerung zusammen aus 21,6 Prozent Einwohnern unter 18 Jahren, 7,7 Prozent zwischen 18 und 24 Jahren, 26,1 Prozent zwischen 25 und 44 Jahren, 26,9 Prozent zwischen 45 und 64 Jahren und 17,7 Prozent waren 65 Jahre alt oder darüber. Das Durchschnittsalter betrug 42 Jahre. Auf 100 weibliche Personen kamen 92,5 männliche Personen. Auf 100 Frauen im Alter von 18 Jahren oder darüber kamen statistisch 88,8 Männer.
Das jährliche Durchschnittseinkommen eines Haushalts betrug 26.927 USD, das Durchschnittseinkommen der Familien betrug 33.292 USD. Männer hatten ein Durchschnittseinkommen von 26.157 USD, Frauen 19.620 USD. Das Prokopfeinkommen betrug 16.247 USD. 14,5 Prozent der Familien und 18,2 Prozent der Bevölkerung lebten unterhalb der Armutsgrenze. Davon waren 23,7 Prozent Kinder oder Jugendliche unter 18 Jahre und 16,0 Prozent waren Menschen über 65 Jahre.